# Демчук, Раиса Егоровна
Раиса Егоровна Демчук (1931—1997) — советский работник пищевой промышленности, Герой Социалистического Труда.

## Биография
Родилась в 1931 году в Нижегородском крае (позже — Кировский край, ныне — Кировская область).
Затем семья переехала жить в хутор Мова ныне Мерчанского сельского поселения Крымского района Краснодарского края.
Получив неполное среднее образование, с 1948 года Раиса трудилась на Крымском консервном заводе в станице Крымской (с 1958 года — город Крымск) сначала рабочей — сортировщицей этикеток; с 1950 года, окончив курсы варщиц, стала варщицей. Её наставницей стала А. М. Данилова. Раиса Егоровна стала лучшей варщицей комбината, одновременно освоив профессии фаршировщицы, закатчицы и обжарщицы, часто выполняя задания на 125—145 процентов.
За высокие производственные достижения по итогам семилетнего плана (1959—1965) была награждена в 1966 году орденом Ленина. В 1972 году ей присвоено почетное ведомственное звание «Лучшая варщица Министерства пищевой промышленности СССР». Она сама стала наставником молодых работников с профессией варщика.
Указом Президиума Верховного Совета СССР от 17 января 1974 года за проявленную доблесть в выполнении заданий пятилетки и принятых социалистических обязательств на 1973 год, большой творческий вклад в увеличение производства продовольственных товаров Демчук Раисе Егоровне было присвоено звание Героя Социалистического Труда с вручением ордена Ленина и золотой медали «Серп и Молот».
Кроме производственной деятельности занималась общественной — являлась депутатом Совета Союза Верховного Совета СССР 9-го созыва (1974—1979). Награждена также медалями.
Работала на Крымском консервном комбинате до выхода на пенсию, после чего проживала в городе Крымске.
Умерла в 1997 году.